# Sorry, Haters
Pour plus de détails, voir Fiche technique et Distribution.
Sorry, Haters est un film américain réalisé par Jeff Stanzler, sorti en 2005.

## Fiche technique
- Titre français : Sorry, Haters
- Réalisation : Jeff Stanzler
- Scénario : Jeff Stanzler
- Pays d'origine :  États-Unis
- Genre : Film dramatique
- Date de sortie : 2005

## Distribution
- Robin Wright : Phoebe Torrence
- Abdellatif Kechiche : Ashade Mouhana
- Élodie Bouchez : Eloise
- Aasif Mandvi : Hassan
- Sandra Oh : Phyllis Magintyre